# Kovačeva Bara
Kovačeva Bara (cyr. Ковачева Бара) – wieś w Serbii, w okręgu jablanickim, w mieście Leskovac. W 2011 roku liczyła 131 mieszkańców.